# Courchevel (album)
Pour les articles homonymes, voir Courchevel (homonymie).
Albums de Florent Marchet
Rio Baril
(2007) Noël's Songs
(2010)
Courchevel est le troisième album de Florent Marchet sorti le 11 octobre 2010 chez PIAS.

## Accueil critique
Ce troisième album de Florent Marchet a globalement reçu un accueil positif de la part des critiques. Le magazine culturel Les Inrockuptibles qualifie le disque de « beau », « acide » et « vicieux » tout en étant « plus accessible » que Rio Baril, son prédécesseur. Le magazine place Courchevel à la 35e place des 50 meilleurs albums de l'année 2010. Valérie Lehoux pour Télérama déclare que Florent Marchet y « chante mieux que jamais » ce qui rend cet album « encore plus intrigant ». Elle remarque également des « chansons pointues et scintillantes comme des pierres précieuses ». Le magazine lui décerne trois de ces célèbres « f » sur quatre possibles. Didier Varrod, dans sa chronique matinale Encore un matin du 11 octobre 2010 sur France Inter, évoque un disque « profondément en phase avec son époque » malgré son caractère « soixante-dix » ne serait-ce que par la pochette de l'album où l'on voit Florent Marchet « aguerri d’une moustache et d’une collection de pulls Jacquard ». Pour RFI, cet album regroupe « 11 cartes postales pop qui mêlent textes ironiques et romantiques » ainsi qu'une « galerie de portraits » que l'« on a tous croisés un jour ». Le magazine Magic évoque un album « doux-amer » et lui décerne cinq étoiles sur six.

## Pistes
| 1.          | Courchevel                       | 3 min 54 s |
| 2.          | L'Idole                          | 3 min 00 s |
| 3.          | Benjamin                         | 2 min 44 s |
| 4.          | L'Eau de rose                    | 3 min 41 s |
| 5.          | Roissy (en duo avec Jane Birkin) | 3 min 24 s |
| 6.          | La Famille Kinder                | 3 min 23 s |
| 7.          | Pourquoi êtes-vous si triste ?   | 2 min 45 s |
| 8.          | La Charrette                     | 4 min 04 s |
| 9.          | Narbonne-Plage                   | 2 min 54 s |
| 10.         | Hors-piste                       | 1 min 50 s |
| 11.         | Qui je suis                      | 2 min 51 s |
| 34 min 31 s |                                  |            |